# Manami Mitsuboshi
Manami Mitsuboshi (jap. 三星マナミ Mitsuboshi Manami; ur. 16 stycznia 1984) – japońska narciarka dowolna, specjalistka w halfipe'ie i slopestyle'u. Jak dotąd startowała dwukrotnie na mistrzostwa świata było to w 2009 i w 2011 roku. Najlepszy wynik na mistrzostwach świata uzyskała w Deer Valley zajmując 10. miejsce w halfpipe'ie. Jak dotąd nie startowała na igrzyskach olimpijskich. Najlepsze wyniki w Pucharze Świata osiągnęła w sezonie 2007/2008, kiedy to zajęła 76. miejsce w klasyfikacji generalnej. Natomiast w sezonie 2010/2011 w klasyfikacji halfpipe'u zajęła 6. miejsce.

## Sukcesy

### Mistrzostwa Świata
| Miejsce | Dzień    | Rok  | Miejscowość | Konkurencja | Zwycięzca           |
| ------- | -------- | ---- | ----------- | ----------- | ------------------- |
| 16.     | 5 marca  | 2009 | Inawashiro  | Halfpipe    | Virginie Faivre     |
| 10.     | 5 lutego | 2011 | Park City   | Halfpipe    | Rosalind Groenewoud |

## Puchar Świata

### Miejsca w klasyfikacji generalnej
- 2005/2006 – 87.
- 2006/2007 – 86.
- 2007/2008 – 76.
- 2008/2009 – 83.
- 2010/2011 – -
- 2011/2012 – 83.
- 2012/2013 –

### Miejsca na podium
1. Cardrona – 22 sierpnia 2012 (Halfpipe) – 2. miejsce